# Barbatula potaninorum
Barbatula potaninorum är en fiskart som först beskrevs av Prokofiev 2007.  Barbatula potaninorum ingår i släktet Barbatula och familjen grönlingsfiskar. Inga underarter finns listade.